# Final da Copa do Mundo de Clubes da FIFA de 2023
A final da Copa do Mundo de Clubes da FIFA 2023 foi a 20.ª decisão do torneio, sendo disputada por Manchester City e Fluminense, em 22 de dezembro, em Jidá. Além disso, a grande decisão correspondeu à primeira final realizada na Arábia Saudita e à última final da Copa do Mundo de Clubes da FIFA com o regulamento vigente desde 2007 (com a competição contando com sete equipes).
De forma geral, foi a quinta final da Copa do Mundo de Clubes da FIFA disputada entre um clube brasileiro e um clube inglês. Com o retrospecto marcado por um equilíbrio até então, em que houve duas conquistas brasileiras (2005 e 2012) e duas conquistas inglesas (2019 e 2021), a decisão do dia 22 de dezembro desempatou tal retrospecto, coroando o Manchester City como o mais novo campeão do torneio.

## Finalistas
O Manchester City avançou para a final depois de derrotar o Urawa Red Diamonds, do Japão, por 3–0 na semifinal da competição. Os gols do time inglês foram marcados por Marius Høibråten (GC), Mateo Kovačić e Bernardo Silva. O jogo válido pela semifinal que garantiu o City na grande final ocorreu no estádio Cidade dos Esportes Rei Abdullah.
O Fluminense chegou à final após vencer na semifinal o Al-Ahly, do Egito, por 2–0 com gols de Jhon Arias e de John Kennedy. O jogo válido pela semifinal que garantiu o tricolor carioca na grande final também foi realizado no estádio Cidade dos Esportes Rei Abdullah.

## Estádio Cidade dos Esportes Rei Abdullah

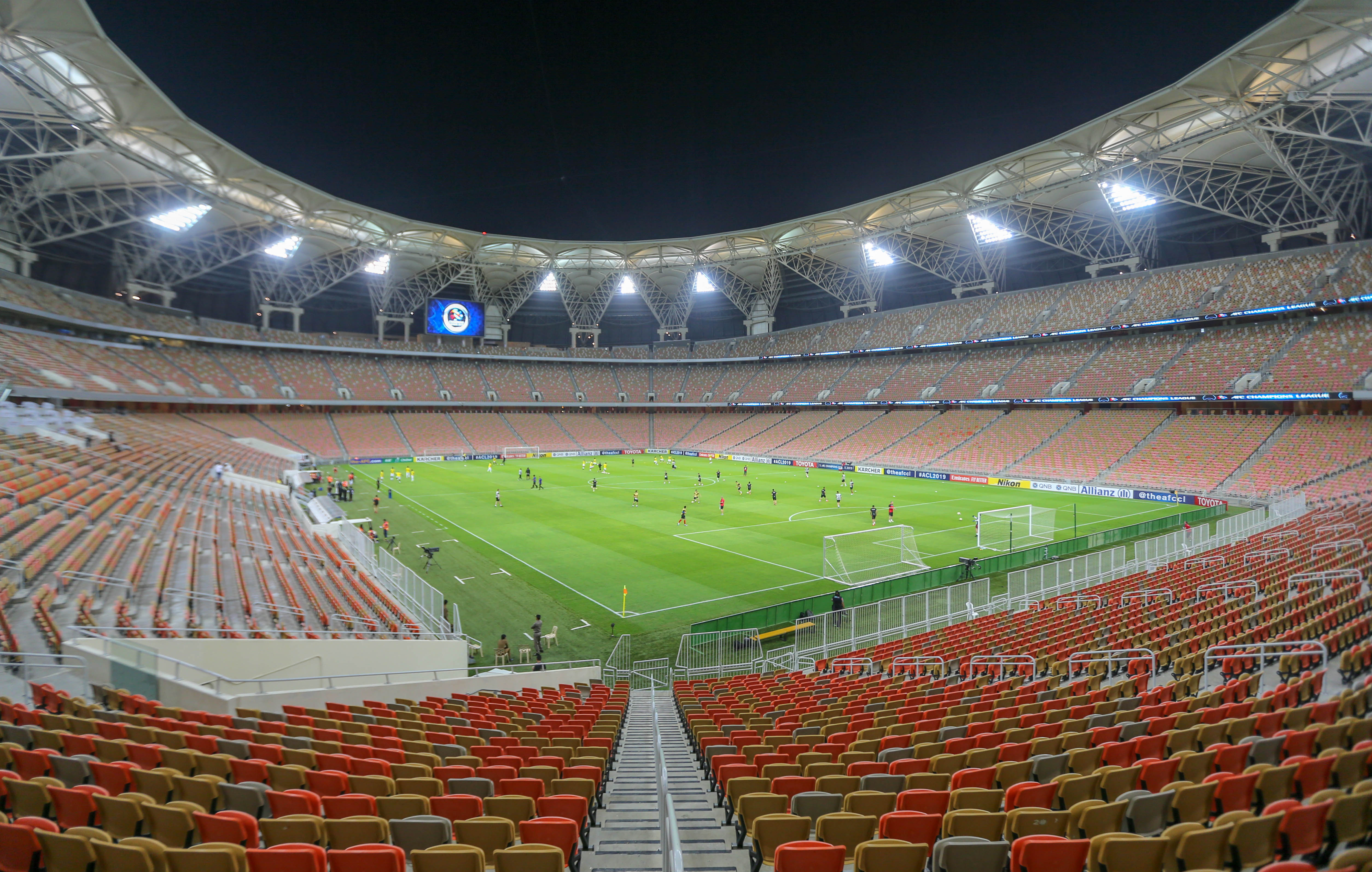
Imagem do estádio.

Conhecido como A Joia Brilhante, o estádio Cidade dos Esportes Rei Abdullah foi inaugurado em 2014 e possui gramado natural. Com capacidade para 62.241 pessoas, o estádio recebe jogos dos seguintes clubes sauditas: Al-Ahli e Al-Ittihad. Vale ressaltar que o Al Ittihad disputou a 20ª Copa do Mundo de Clubes da FIFA como equipe representante do país anfitrião, mas acabou sendo eliminado pelo egípcio Al-Ahly nas quartas de final da competição.
Ao longo da competição, A Joia Brilhante sediou os seguintes jogos: Al-Ittihad 3–0 Auckland City (Play-off), Al-Ahly 3–1 Al-Ittihad (quartas de final), Fluminense 2–0 Al-Ahly (semifinal) e Urawa Red Diamonds 0–3 Manchester City (semifinal). Em 22 de dezembro, o estádio foi o palco da grande decisão, entre Manchester City e Fluminense.

## Transmissão
No Brasil, a final foi transmitida pela TV Globo (incluindo o ge e a GloboPlay), pelo canal do YouTube e da Twitch CazéTV e pela plafatorma FIFA+.

## Caminho até a final
| Manchester City    | Manchester City | Equipe                               | Fluminense   | Fluminense   |
| ------------------ | --------------- | ------------------------------------ | ------------ | ------------ |
| Oponente           | Resultado       | Copa do Mundo de Clubes da FIFA 2023 | Oponente     | Resultado    |
| não disputou       | não disputou    | Primeira rodada                      | não disputou | não disputou |
| não disputou       | não disputou    | Segunda rodada                       | não disputou | não disputou |
| Urawa Red Diamonds | 3–0             | Semifinais                           | Al-Ahly      | 2–0          |

## Arbitragem

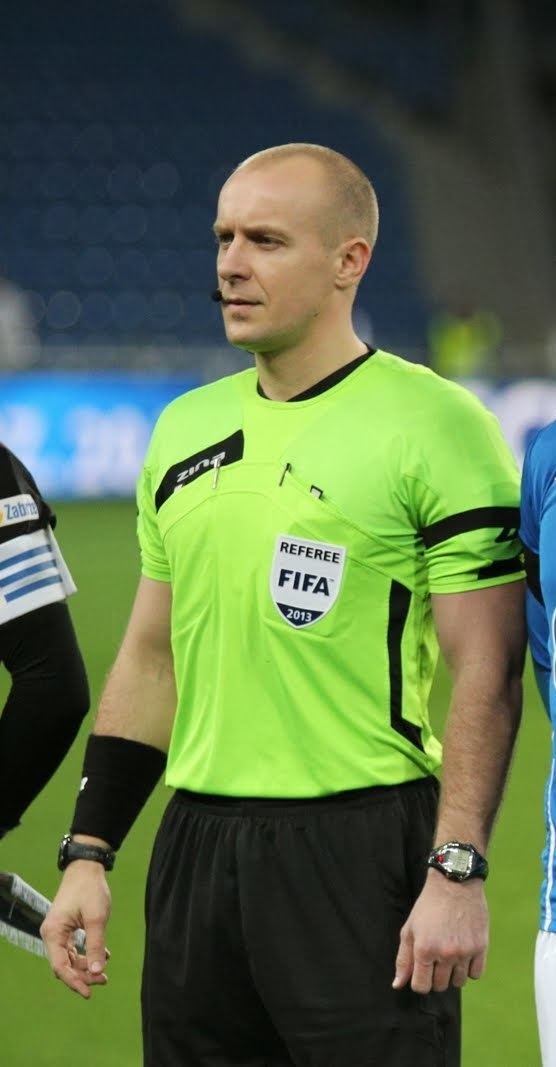
Szymon Marciniak, árbitro selecionado para a decisão da Copa do Mundo de Clubes da FIFA de 2023.

O árbitro designado para a grande decisão do dia 22 de dezembro foi o europeu Szymon Marciniak. Responsável por conduzir a final entre Manchester City e Fluminense, o árbitro polonês já havia apitado a final não apenas da Copa do Mundo da FIFA de 2022, mas também da UEFA Champions League 2022-23. Nesta edição da Copa do Mundo de Clubes da FIFA, Marciniak havia conduzido o jogo entre Fluminense e Al-Ahly, válido pela semifinal da competição.

## Cerimônia de abertura da final
A cerimônia de abertura da grande decisão da Copa do Mundo de Clubes de 2023 contou com as presenças da cantora estadunidense Bebe Rexha e do DJ francês David Guetta. Dentre as músicas que foram tocadas no palco da final, estava o hit cantado por Bebe Rexha It's On, que foi a música oficial desta edição do Mundial de Clubes.

## Manchester City
Atual tricampeão da Premier League e campeão da UEFA Champions League 2022-23, o Manchester City recebeu três premiações do BBC 70th Sports Personality of the Year 2023. Nesse contexto, o City foi considerado o melhor time de 2023, o espanhol Pep Guardiola foi declarado o melhor treinador do ano e o atacante Erling Haaland foi classificado como a personalidade do esporte mundial em 2023.
Liderado por Guardiola, o elenco do time inglês contava com vários jogadores de destaque, tais como: Kyle Walker, Phil Foden, Rodri, Mateo Kovačić, Jack Grealish, Bernardo Silva, Erling Haaland, Kevin De Bruyne, Jérémy Doku e Julián Álvarez.

## Fluminense
Bicampeão do Campeonato Carioca e campeão da Copa Libertadores da América no ano de 2023, o Fluminense era treinado por Fernando Diniz, entusiasta das ideias implementadas por Guardiola e que, naquele ano, ocupava também o cargo de treinador da Seleção Brasileira.
O elenco de Diniz contava com uma mescla de jogadores experientes (tais como Fábio, Felipe Melo, Marcelo, Ganso, Keno e Germán Cano) e de jogadores mais jovens (como Nino, André, Martinelli, Jhon Arias e John Kennedy). O principal jogador da equipe, desde o início da temporada, foi o atacante argentino Germán Cano. Entretanto, o jovem John Kennedy vinha sendo extremamente decisivo para o tricolor carioca, tendo marcado, na Copa Libertadores da América, o gol de empate na semifinal contra o Internacional, no Beira-Rio e o gol do título contra o Boca Juniors, no Maracanã. Nesta edição do Mundial de Clubes da FIFA, Kennedy havia marcado o gol da classificação contra o Al-Ahly, no Estádio Cidade dos Esportes Rei Abdullah.

## Desfalques
Por conta de problemas físicos, o Manchester City não contou com três jogadores para a grande final do dia 22 de dezembro de 2023. O norueguês Erling Haaland e os belgas Kevin De Bruyne e Jérémy Doku não atuaram na semifinal do torneio e foram desfalques do time inglês na decisão contra o Fluminense.

## Uniformes
Por decisão da FIFA, o Manchester City jogou a final do Mundial de Clubes com seu uniforme tradicional. Em outras palavras, os atletas do clube inglês jogaram de camisa azul, short branco e meião azul. O uniforme utilizado pelo goleiro Ederson estava todo na cor amarela. O Fluminense, por sua vez, jogou a final do Mundial de Clubes vestindo sua tradicional camisa tricolor, short grená e meião branco. O experiente goleiro Fábio atuou com o uniforme todo na cor azul (de tom mais escuro).

## Polêmicas
Após vencer o Urawa Red Diamonds e avançar para a decisão, o perfil oficial do Manchester City provocou o Fluminense na internet ao inserir uma publicação, em português, com o seguinte texto: Ô Fluminense, pode esperar, a sua hora vai chegar.
O jornal inglês The Telegraph emitiu uma matéria comparando o elenco do Fluminense a um time de aposentados. Para fazer tal comparação o jornalista Sam Wallace, autor da matéria, citou alguns jogadores do clube brasileiro, tais como: Marcelo, Fábio, Felipe Melo, Paulo Henrique Ganso, Germán Cano, entre outros. No ambiente virtual, a matéria repercutiu de forma negativa entre os leitores.

## A partida
A partida entre Manchester City e Fluminense, que decidiu a Copa do Mundo de Clubes de 2023, foi dominada pela equipe inglesa. No primeiro tempo regulamentar, durou menos de um minuto para o placar sair do 0 a 0. Logo na primeira tentativa de sair com a bola, o lateral Marcelo tentou lançar a bola de uma lateral para a outra e errou, dando a bola de presente para Nathan Aké avançar e finalizar de fora da área. A bola carimbou a trave direita do gol do Fluminense e sobrou para Julián Álvarez, que apenas escorou a bola com o peito em direção ao gol vazio. Esse gol de Julián Álvarez é considerado o mais rápido da história da competição.
Mesmo após o gol, o Fluminense se manteve fiel ao seu estilo de jogo, tentando envolver a equipe inglesa com toques curtos e rápidos. O time comandado por Pep Guardiola tentou subir às linhas de marcação forçando um erro da equipe brasileira, sem sucesso. No entanto, o City ampliou o placar aos 25 minutos do primeiro tempo. O volante Rodri executou um ótimo passe para Phil Foden cruzar a bola com força para a área tricolor. Dentro da área, a bola foi desviada pelo zagueiro Nino, enganando o goleiro Fábio, que não conseguiu alcançar a bola.
A equipe do Fluminense passou a forçar corridas contra a bola, enquanto os ingleses arriscavam chutes de fora da área. Bastante desgastada no segundo tempo, pouco fez a equipe brasileira para reverter o placar. Aos 26 da segunda etapa, Foden carimbou o 3 a 0 após cruzamento de Álvarez. Fernando Diniz decidiu mudar e o atacante John Kennedy foi a principal aposta tricolor para os contra-ataques rápidos. Mesmo se encontrando em situação de desvantagem em quase todos os lances, o clube brasileiro criou boas oportunidades, mas que não foram suficientes.
Aos 44 minutos do segundo tempo, Álvarez recebeu uma assistência de Matheus Nunes, driblou o volante André e chutou forte e rasteiro, estufando a rede tricolor para sacramentar a goleada. Com o apito final, o Manchester City sagrou-se campeão, e o Fluminense ficou com a medalha de prata.
| 22 de dezembro | Manchester City                                    | 4 – 0            | Fluminense | Cidade dos Esportes Rei Abdullah, Jidá        |
| 21:00          | Álvarez 1', 88' · Nino 27' (g.c.) · Phil Foden 72' | Relatório (FIFA) |            | Público: 52 601 Árbitro: POL Szymon Marciniak |

| 0 | Man. City | Fluminense | 0 |

| G               | 31 | Ederson              |  |     |
| LD              | 2  | Kyle Walker          |  |     |
| Z               | 3  | Rúben Dias           |  |     |
| Z               | 5  | John Stones          |  | 74' |
| LE              | 6  | Nathan Aké           |  | 81' |
| V               | 82 | Rico Lewis           |  | 60' |
| V               | 16 | Rodri                |  | 74' |
| M               | 20 | Bernardo Silva       |  |     |
| M               | 47 | Phil Foden           |  | 81' |
| M               | 10 | Jack Grealish        |  |     |
| A               | 19 | Julián Álvarez       |  |     |
| Substituições:  |    |                      |  |     |
| G               | 18 | Stefan Ortega        |  |     |
| G               | 33 | Scott Carson         |  |     |
| Z               | 24 | Joško Gvardiol       |  | 74' |
| Z               | 25 | Manuel Akanji        |  | 74' |
| Z               | 68 | Max Alleyne          |  |     |
| LE              | 21 | Espanha Sergio Gómez |  |     |
| V               | 4  | Kalvin Phillips      |  |     |
| V               | 76 | Mahamadou Susoho     |  |     |
| M               | 8  | Mateo Kovačić        |  | 60' |
| M               | 27 | Matheus Nunes        |  | 81' |
| A               | 52 | Oscar Bobb           |  | 81' |
| A               | 92 | Micah Hamilton       |  |     |
| Técnico:        |    |                      |  |     |
| Josep Guardiola |    |                      |  |     |

| G              | 1  | Fábio         |     |     |
| LD             | 2  | Samuel Xavier |     |     |
| Z              | 33 | Nino          |     | 74' |
| Z              | 30 | Felipe Melo   |     | 60' |
| LE             | 12 | Marcelo       | 57' | 60' |
| V              | 7  | André         |     |     |
| V              | 8  | Martinelli    |     |     |
| M              | 10 | Ganso         |     | 60' |
| A              | 21 | Jhon Arias    |     |     |
| A              | 11 | Keno          |     | 46' |
| A              | 14 | Germán Cano   |     |     |
| Substituições: |    |               |     |     |
| G              | 22 | Pedro Rangel  |     |     |
| G              | 98 | Vitor Eudes   |     |     |
| LD             | 23 | Guga          |     |     |
| Z              | 4  | Marlon        |     | 74' |
| Z              | 44 | David Braz    |     |     |
| LE             | 40 | Diogo Barbosa |     | 60' |
| V              | 5  | Alexsander    | 68' | 60' |
| V              | 29 | Thiago Santos |     |     |
| M              | 20 | Danielzinho   |     |     |
| M              | 45 | Lima          |     | 60' |
| A              | 9  | John Kennedy  | 84' | 46' |
| A              | 38 | Yony González |     |     |
| Técnico:       |    |               |     |     |
| Fernando Diniz |    |               |     |     |

| Homem do jogo: Julián Álvarez (Manchester City) Bandeirinhas: POL Tomasz Listkiewicz (FIFA) POL Adam Kupsik (FIFA) Quarto árbitro: VEN Jesús Valenzuela (FIFA) Árbitro assistente reserva: VEN Tulio Moreno (FIFA) Árbitro assistente de vídeo: POL Tomasz Kwiatkowski (FIFA) Assistentes do árbitro assistente de vídeo: VEN Juan Soto (FIFA) VEN Jorge Urrego (FIFA) CHI Juan Lara (FIFA) | Regras do jogo - 90 minutos - 30 minutos de prorrogação se necessário - Disputa por pênaltis se o placar permanecer empatado - Doze substitutos nomeados por equipe - Máximo de cinco substituições, com uma sexta sendo permitida no tempo extra |